# Поляковское водохранилище
Поляковское водохранилище — искусственный водоём, созданный на реке Большая Глушица. Находится в 52 км от устья реки, в 1 км к югу от поселка Поляков. Относится к русловому типу. Предназначено для обеспечения населения питьевой водой, для орошения, также является объектом рекреации, местные жители активно его используют для рыбалки и отдыха. Высота над уровнем моря — 101 м.
В геологическом плане водохранилище занимает один из участков неширокой надпойменной террасы из верхнечетвертичных песчано-гравийно-глинистых отложений, сформировавшейся в результате неотектонического подъёма Мелового Сырта.
В 1962 году Куйбышевским филиалом государственного института проектирования водного хозяйств были проведены проектные работы по созданию водохранилища. В 1967 году были построены необходимые гидротехнические сооружения. Плотина земляная, построена из местных глинистых грунтов. Верхний откос укреплён железобетонными плитами, нижний — залужен травами.
В 1968 году водохранилище было наполнено до нормального подпорного уровня. При нормальном подпорном уровне водохранилище имеет следующие характеристики: длина — 5,5 км, ширина от 515 м до 1,15 км, длина береговой линии — 20 км. Площадь водного зеркала — 3,55 км², наибольшая глубина — 18 м, средняя — 4,5 м, площадь мелководий до 2 м — 1,02 км².
Водохранилище вытянуто с юго-запада на северо-восток, имеет своеобразную «двурогую» форму.
Водосбор реки Большая Глушица представляет собой равнинно-волнистую степь с малопересечённым рельефом. Площадь водосбора водохранилища 136,5 км². Период половодья обычно длится с 1 по 15 апреля.
Акватория водохранилища окружена защитными трёхрядными водоохранными лесополосами из мелколистного вяза.